# Song Young-moo
Song Young-moo (* 24. Februar 1949 in Nonsan, Chungcheongnam-do) ist ein südkoreanischer Politiker und Admiral im Ruhestand. Er war vom 13. Juli 2017 bis 21. September 2018 Verteidigungsminister Südkoreas.

## Karriere
Song Young-moo besuchte nach der Schule von 1969 bis 1973 die Marineakademie. In der Marine diente er sich über die Jahre nach oben. 1984 erwarb er parallel zu seiner Militärlaufbahn einen MBA an der Kyungnam University.
Im Jahr 2000 wurde er zum Kommandanten der 1. Flotte befördert, 2002 wechselte er ins Hauptquartier. 2003 war er stellvertretender Marinestabschef, 2006 erfolgte die Ernennung zum leitenden Marinestabschef. Dieses Kommando hatte er bis zu seinem Ausscheiden aus dem Militärdienst 2008 inne. Zuletzt bekleidete er den Rang eines Admirals.
Song lehrte ab 2013 an einer Militär- und Polizeischule und übte verschiedene Beratertätigkeiten in Militärfragen aus. Am 13. Juli 2017 übernahm er von Amtsvorgänger Han Min-goo das Ministeramt im Verteidigungsministerium und blieb bis zum 21. September 2018 im Amt. Ihm folgte Jeong Kyeong-doo.
Er ist verheiratet und hat zwei Töchter.